# Jack Harries

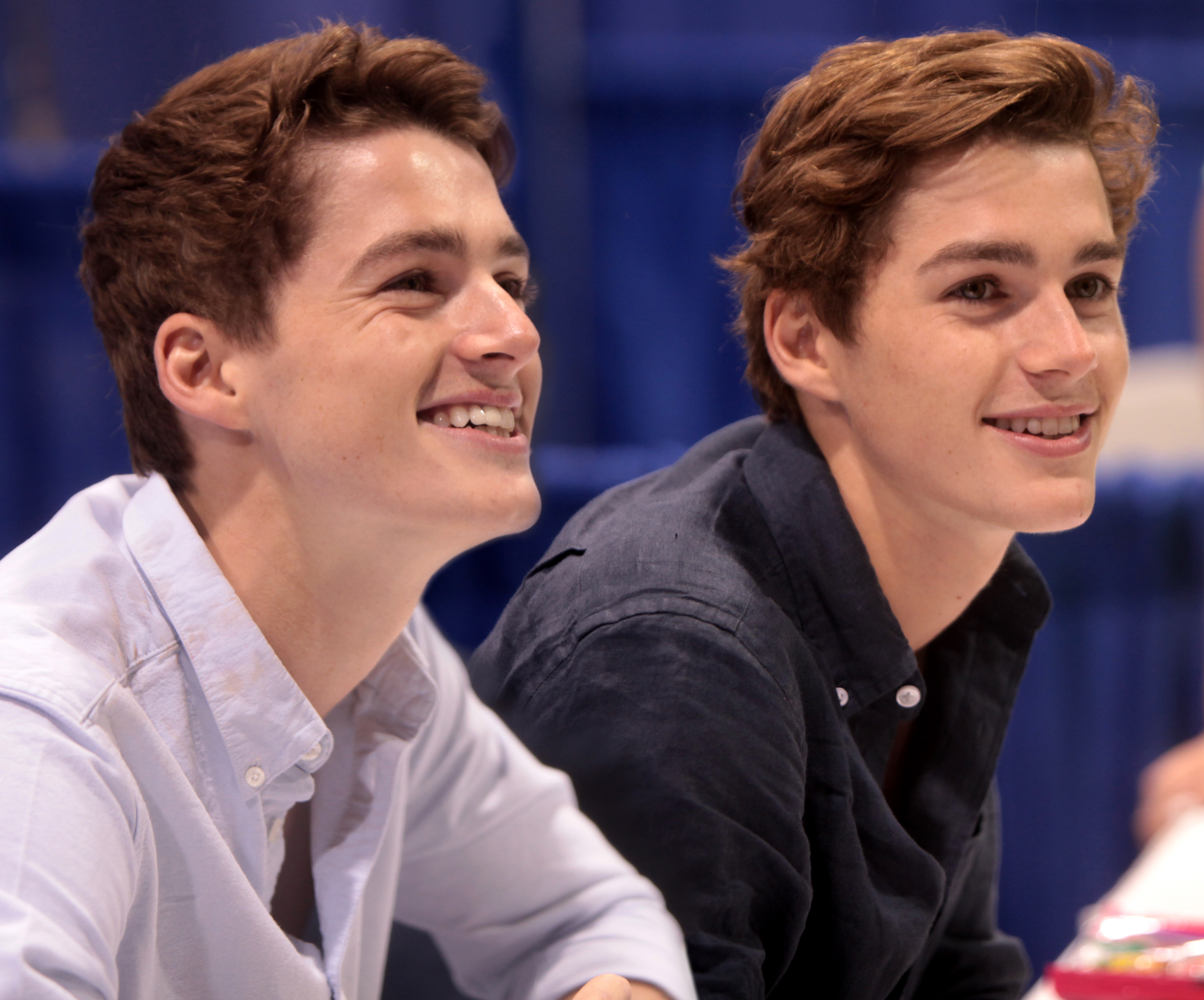
Finn y Jack Harries en 2014

Jackson Frayn "Jack" Harries (nacido el 13 de mayo de 1993 en Londres) es un actor británico, comediante y bloguero. Harries es tal vez más conocido por ser uno de los integrantes del programa de sketches de comedia School of Comedy, o también por aparecer en videos en su canal de Youtube, JacksGap, junto a su hermano gemelo Finn.

## Biografía
Jackson Frayn Harries  nació en Londres, Inglaterra. Su padre es un productor de cine y televisión, Andy Harries, y su madre es autora y directora, Rebecca Frayn. Su abuelo materno es dramaturgo y novelista, Michael Frayn. Harries tiene un gemelo, Finn, quien es 2 minutos mayor que él. Harries creció en Chiswick, Londres y asistió a The Harrodian School desde los 8 años hasta los 18 donde, además de los cursos obligatorios, estudió medios de comunicación, fotografía e historia del arte.

## Carrera

### Actor
En 2006, Harries hizo su debut profesional a la edad de trece años, interpretando al hijo de Brendan Coyle en la película dramática de televisión de ITV, Padres perfectos. Al año siguiente, apareció como Barry en un episodio del programa de comedia de la BBC Comedy: Shuffle. En 2008, Harries se unió al elenco adolescente del programa School Of Comedy televisada por Channel 4. El programa, inspirado en una interpretación de Harries y sus compañeros de clase en el Fringe Festival de Edimburgo, se emitió por primera vez como piloto en la serie Comedy Lab de Channel 4, antes de ser recogido como un programa independiente que duró dos temporadas. En el programa, Harries retrata una variedad de personajes en diversos sketches de comedia, incluyendo apariciones junto a su hermano gemelo, Finn, quien interpretó a su "clon" en dos segmentos.
En 2011, Harries apareció como el interés amoroso de Abigail Hardingham en un comercial de KFC.

### Videoblog
En julio de 2011, Harries comenzó su propio canal en YouTube, JacksGap, como una forma de documentar su año sabático para su familia y amigos después de terminar la escuela secundaria. Al relatar cómo comenzó su canal de YouTube, Harries explicó: "La idea de conectar con un público fuera de mi dormitorio me maravilló y yo quería darle una oportunidad. Pensé que nadie vería un chico al azar haciendo películas, y durante cuatro meses, nadie lo hizo. Luego me puse con Finn en un video y las visitas de repente se dispararon.” Jack aparece en cada video, mientras que Finn aparece intermitentemente y es responsable del logotipo y la marca para el canal.
En abril de 2012, JacksGap alcanzó 10.000 suscriptores y Harries fue invitado a convertirse en partner de YouTube. Los ingresos generados por su canal pronto llegó a ser el doble de lo que había ganado previamente en su puesto de trabajo al por menor de Apple y le permitió viajar durante su año sabático. El contenido de vídeos de JacksGap va desde blogs y bocetos de comedia, a vídeos de puenting, monociclo y animales con globos, así como la documentación de viaje de los gemelos a Roma, Ibiza y Tailandia. Además de aparecer junto a su hermano Finn, sus videos también han contado con otras notables personalidades de YouTube, incluidos Sam Pepper (OfficialSamPepper), Dan Howell, Caspar Lee (DiCasp) y Tyler Oakley (TylerOakley), entre otros.
En septiembre de 2012, los gemelos Harries finalizaron los planes para una aplicación de teléfono inteligente y nueva red social, ambos basados en JacksGap. En febrero de 2013, JacksGap alcanzó el millón de suscriptores. Los suscriptores del canal son, aproximadamente, un 88% de mujeres, con edades comprendidas entre los 14 y los 17 años. Al describir la repentina fama de los gemelos, Harries dijo: "Es bastante aterrador. Nosotros no somos famosos y no esperamos que la gente venga a nosotros. [...] Hemos tenido que firmar autógrafos y estar en fotografías - puede ser un poco abrumador".

## Vida personal
Jack ha expresado su interés en convertirse en presentador de televisión y en septiembre de 2012, comenzó a estudiar teatro, televisión y cine en la Universidad de Bristol.  Su hermano gemelo, Finn, estudió diseño gráfico en la Universidad de Leeds